# Casamento entre pessoas do mesmo sexo na Tailândia
O casamento entre pessoas do mesmo sexo na Tailândia é legal desde 23 de janeiro de 2025. A legislação foi apresentada à Assembleia Nacional em novembro de 2023, contando com apoio do governo do primeiro-ministro Srettha Thavisin e dos principais partidos de oposição. Foi aprovado pela baixa câmara tailandesa por 400 votos a 10 em 27 de março de 2024 e, pelo Senado, em 18 de junho do mesmo ano, recebendo 130 votos favoráveis e 4 desfavoráveis. Em 24 de setembro de 2024 a lei recebeu a sanção real do rei Maha Vajiralongkorn e foi publicada na Gazeta Real, o diário oficial daquele país. A lei passou a vigorar em 23 de janeiro de 2025, 120 dias após sua promulgação. As pesquisas apontam que uma maioria significativa de tailandeses apoia o reconhecimento legal do casamento entre pessoas do mesmo sexo e, por consequência, a nova lei.
Até então, a Tailândia não reconhecia qualquer forma de união entre pessoas do mesmo sexo. A lei alterou, no Código Civil e Comercial tailandês, os termos “homens e mulheres” e “marido e mulher” pelas palavras “indivíduos” e “cônjuges”, além de permitir a adoção por casais do mesmo sexo. Anteriormente, diferentes projetos de lei para uniões civis e casamento igualitário entre pessoas do mesmo sexo foram apresentados ao Parlamento, mas não foram aprovados. A Tailândia tornou-se o primeiro país do Sudeste Asiático, o segundo da Ásia e o 38.º do mundo a legalizar o casamento entre pessoas do mesmo sexo.

## Uniões civis
Em dezembro de 2012, o governo da primeira-ministra Yingluck Shinawatra formou um comité para elaborar legislação que concedesse reconhecimento legal aos casais do mesmo sexo na forma de uniões civis. Em 8 de fevereiro de 2013, o Departamento de Proteção dos Direitos e Liberdades e a Comissão dos Assuntos Jurídicos, Justiça e Direitos Humanos do Parlamento realizaram uma primeira audiência pública sobre o projeto de lei sobre a parceria civil, elaborado pelo presidente da comissão, Viroon Phuensaen. Em 2014, o projeto de lei contava com apoio bipartidário, mas foi bloqueado devido à agitação política no país. No segundo semestre do mesmo ano, a mídia noticiou que um projeto de lei denominado Lei de Parceria Civil (em tailandês: พระราชบัญญัติคู่ชีวิต, transliterado como Phra Ratcha Banyat Khuchiwit) seria submetido ao Parlamento tailandês nomeado pela junta que tomou o poder após o Golpe de Estado. A legislação teria concedido aos casais do mesmo sexo alguns dos mesmos direitos já garantidos a casais heterossexuais, mas não foi aprovado, tendo sido alvo de críticas por aumentar a idade mínima para casar de 17 para 20 anos, além de não tratar dos direitos de adoção.
Em 2017, autoridades governamentais responderam favoravelmente a uma petição assinada por 60.000 pessoas pedindo a legalização de uniões civis entre pessoas do mesmo sexo. Pitikan Sithidej, a diretora-geral do Departamento de Proteção dos Direitos e Liberdades, confirmou que recebeu a petição e que "faria tudo o que pudesse" para que fosse aprovada o mais rapidamente possível. Em 4 de maio de 2018, o Ministério da Justiça se reuniu para iniciar as discussões sobre um projeto de lei de união civil, intitulado Projeto de Lei de Registro de União entre Pessoas do Mesmo Sexo. Segundo a proposta, os casais do mesmo sexo poderiam registar-se como “parceiros para toda a vida” e teriam garantidos alguns dos direitos de casamento. Entre 12 e 16 de novembro, audiências públicas foram realizadas para discutir o projeto de lei foi, tendo recebido apoio de 98% dos entrevistados. Em 25 de dezembro de 2018, o governo aprovou o projeto de lei. Em 8 de julho de 2020, um novo governo foi formado após as eleições de 2019, e aprovou um novo projeto de lei e o apresentou à Assembleia Nacional. No entanto, até o final daquele ano, a proposição não foi aprovada.
Em 14 de fevereiro de 2023, o distrito de Dusit, em Banguecoque, tornou-se a primeira jurisdição tailandesa a emitir certificados de parceria (em tailandês: ใบรับการแจ้งชีวิตคู่, transliterado como bairap kan chaeng chiwit khu) para casais do mesmo sexo. Os certificados não são juridicamente vinculativos, mas poderiam ser usados como documentação baseada em evidências de um relacionamento. O distrito também anunciou que usaria os certificados para fins estimativos, levantando dados sobre o número aproximado de pessoas em uniões homossexuais dentro do distrito que desejam se casar legalmente.

## Casamento entre pessoas do mesmo sexo

### Antecedentes

Leis relativas à homossexualidade na Ásia
Homossexualidade legal
Casamento igualitário
Reconhecimento de casamentos feitos em outras jurisdições
União civil ou outro tipo de parceria
Coabitação não registrada ou tutela legal
Reconhecimento limitado (de residentes estrangeiros)
Nenhum
Restrições à liberdade de expressão, mas não postas em prática
Severa restrições à liberdade de expressão ou associação com prisão ou detençãoHomossexualidade ilegal
Prisão, mas não posta em prática
Prisão
Pena de morte, mas não posta em prática
Pena de morte

Em maio de 1928, a mídia tailandesa relatou a história de um casamento entre duas mulheres em Banguecoque. Um mês depois, uma das cônjuges foi morta a tiros.
Em setembro de 2011, a Comissão Nacional dos Direitos Humanos e a Rede para a Diversidade Sexual propuseram um projeto de lei sobre o casamento entre pessoas do mesmo sexo e apelaram ao Governo tailandês para apoiar a sua legalização. Em Setembro de 2013, o Bangkok Post noticiou que uma tentativa feita em 2011 por Natee Teerarojjanapong, presidente do Grupo Político Gay da Tailândia, de registar seu casamento com o seu parceiro tinha sido rejeitada. Nos anos seguintes, inspirados por Teerarojjanapong, vários outros casais tentaram o mesmo.

Em 2021, o Tribunal Constitucional decidiu que a seção 1448 do Código Civil e Comercial, que define casamentos como sendo apenas entre "mulheres e homens", era constitucional, declarando que casais do mesmo sexo "não podem se reproduzir, vão contra a natureza, e [...] não são diferentes de animais com comportamentos ou características físicas anormais". O veredito citou, ainda, pessoas LGBT como uma “espécie” diferente que precisava ser separada e estudada, pois são incapazes de criar o “vínculo delicado das relações humanas". A decisão e o texto foram criticados por ativistas LGBT como sendo “sexista e degradante”. A decisão do tribunal dizia:
Casamento é quando um homem e uma mulher estão dispostos a viver juntos, para construir um relacionamento de marido e esposa e reproduzir seus descendentes, sob a moral, as tradições, a religião e as leis de cada sociedade. O casamento é, portanto, reservado apenas para um homem e uma mulher.

### Lei da Igualdade no Casamento
Em junho de 2020, o deputado Tunyawat Kamolwongwat do Partido Avançar apresentou à Assembleia Nacional um projeto de lei para legalizar o casamento entre pessoas do mesmo sexo em todo território tailandês. Uma consulta pública sobre o projeto de lei foi lançada em 2 de julho de 2020. Em junho de 2022, alguns projetos de lei sobre uniões entre pessoas do mesmo sexo foram inicialmente aprovados no Parlamento, incluindo o Projeto de Lei da Igualdade no Casamento, proposto pelo partido da oposição Avançar, que visava alterar o Código Civil e Comercial da Tailândia para incluir casais de qualquer gênero, e um projeto de lei sobre uniões civis proposto pelo governo, que teria introduzido as uniões civis como uma categoria separada, garantindo às uniões homossexuais alguns, mas não todos, direitos concedidos aos casais heterossexuais. Apesar de várias emendas, nenhum dos projetos de lei foi aprovado pelo Parlamento antes de sua dissolução, antes das eleições de 2023.
Em novembro de 2023, o primeiro-ministro Srettha Thavisin, do Partido Pheu Thai, anunciou que o seu governo tinha aprovado um projeto de lei sobre o casamento entre pessoas do mesmo sexo. O projeto apresentado pelo governo começou a ser debatido pelo Parlamento em 21 de dezembro de 2023. Além do projeto de lei, as discussões consideraram três versões adicionais propostas pelo partidos Avançar e Democrata. Em 21 de dezembro de 2023, todos os quatro projetos de lei foram aprovados por maioria, recebendo 369 votos favoráveis e 10 desfavoráveis. Com isso, a câmara baixa formou uma comissão ad hoc para combinar os quatro projetos de lei em um só antes de novos debates no ano seguinte, 2024. Em 27 de março de 2024, os deputados aprovaram um projeto de lei unificado por 400 votos a 10. O projeto de lei foi, em 2 de abril do mesmo ano, aprovado no Senado por 147 votos a 4. Em 29 de Maio, o presidente da comissão ad hoc anunciou que o Senado iria realizar uma sessão parlamentar em 18 de junho para votar o projeto de lei. Naquele dia, o projeto de lei foi aprovado pelo Senado em sua leitura final, sem emendas, não necessitando, portanto, de nenhuma outra ação da Assembleia Legislativa. Por fim, a tramitação seu para o rei Vajiralongkorn, que deu o consentimento real e publicou a nova lei na Gazeta Real, o diário oficial da Tailândia, em 24 de setembro de 2024. A lei entrou em vigor em 23 de janeiro de 2025, 120 dias após a promulgação. A primeira-ministra Paetongtarn Shinawatra saudou a promulgação nas redes sociais. A Lei de Igualdade no Casamento (em tailandês: กฎหมายสมรสเท่าเทียม, transliterado como Kotmai Somrot Thao Thiam) fez da Tailândia o primeiro país do Sudeste Asiático, o segundo da Ásia e o 38.º do mundo a legalizar o casamento entre pessoas do mesmo sexo.
Antes da implementação da lei, a ativista pelos direitos LGBT e líder do Festival Bangkok Pride, Ann Chumaporn, declarou que trabalharia com a Administração Metropolitana de Banguecoque para organizar uma cerimônia de casamento coletivo em 23 de janeiro de 2025, com o objetivo de realizar 1.448 casamentos, referenciando a seção do Código Civil e Comercial alterada pela nova legislação. Para além, os ativistas também apelaram à comunidade LGBT em outras províncias do país para que organizassem cerimônias semelhantes. Em celebração, a primeira-ministra convidou casais do mesmo sexo para a Casa do Governo para celebrar os seus casamentos, escrevendo no Instagram: "23 de janeiro de 2025 será o dia em que todos faremos história juntos, o amor de todos é legalmente reconhecido com honra e dignidade." De acordo com o Ministério do Interior, foram registrados 1.754 casamentos entre pessoas do mesmo sexo no primeiro dia em que a lei vigorou, tendo sido 650 apenas em Banguecoque.

## Opinião pública

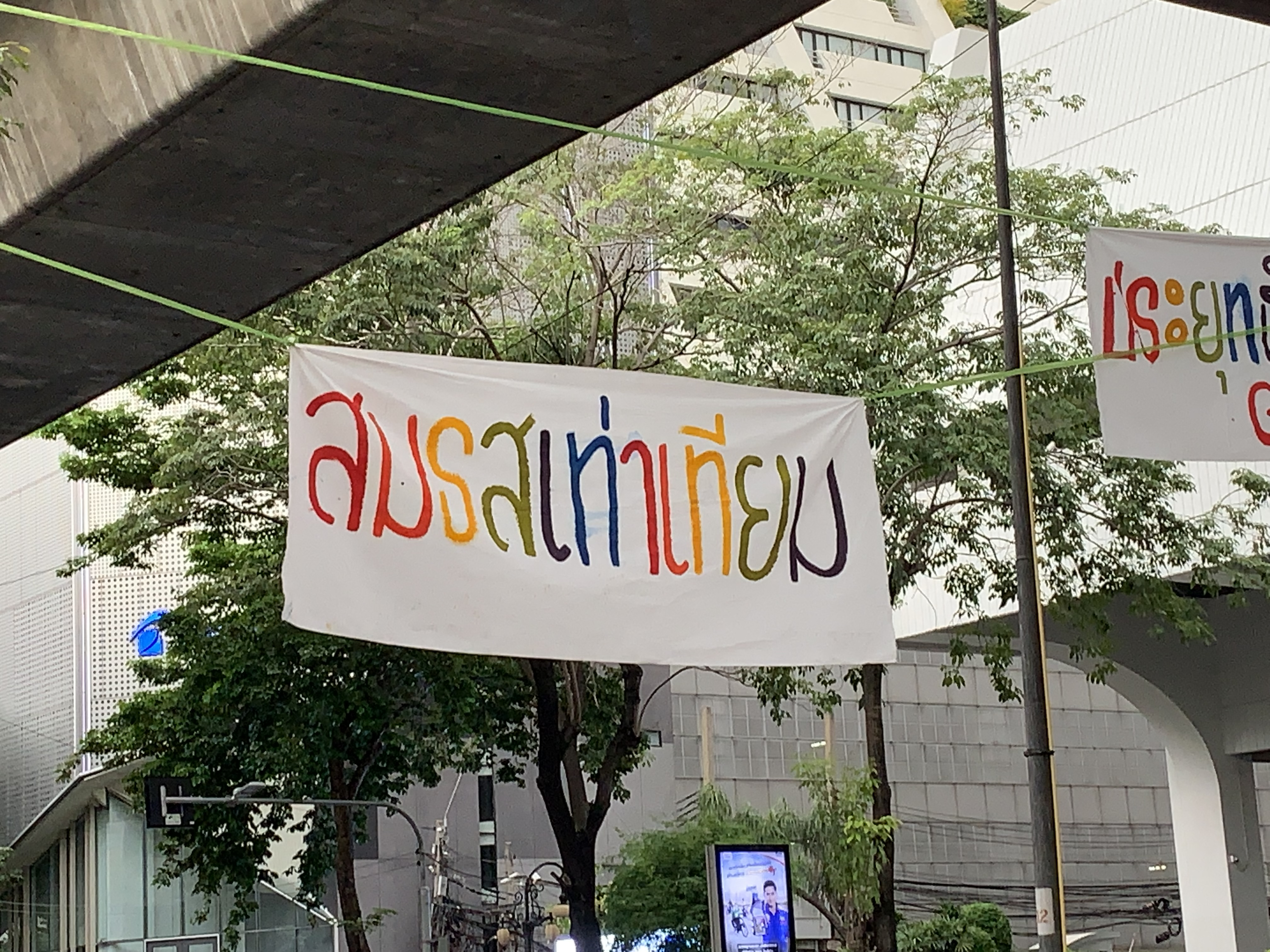
Uma cartaz dizendo "สมรสเท่าเทียม" (em tailandês, "casamento igualitário") no Festival Bangkok Pride, 2022

Diferentes pesquisas de opinião apontam o apoio da população tailandesa em relação ao reconhecimento legal do casamento entre pessoas do mesmo sexo. De acordo com uma pesquisa feita com 1.025 entrevistados em 2019 pela YouGov, 63% dos tailandeses apoiam a legalização do casamento entre pessoas do mesmo sexo, 11% são contra e 27% preferiram não responder. A pesquisa ainda aponta que a população de 18 a 34 anos, 69% são favoráveis e 10% contra. Por fim, nos segmentos de perfis pesquisados, o tema é apoiado por 56% das pessoas entre 35 e 54 anos (sendo 33% contra) e 55% das pessoas com 55 anos ou mais (sendo 13% contra); 66% dos que possuem ensino superior (sendo 10% contra) e 57% dos que não possuem (sendo 12% contra); 68% das pessoas consideradas de alta renda (sendo 7% contra) e 55% das pessoas de baixa renda (sendo 13% contra); e 68% das mulheres (sendo 7% contra) e 57% dos homens (sendo 14% contra).
De acordo com uma sondagem de 2022 realizada pelo Instituto Nacional de Administração para o Desenvolvimento, 80% dos tailandeses apoiavam a legalização do casamento entre pessoas do mesmo sexo. Uma pesquisa da Pew Research Center realizada entre junho e setembro de 2022 mostrou que 60% dos tailandeses apoiavam o casamento entre pessoas do mesmo sexo, sendo que 24% afirmaram apoiar fortemente e 36% afirmaram apoiar um pouco, enquanto 32% se opunham, com 18% declarando forte oposição e 14% pouca oposição. O apoio foi maior entre os budistas, onde 68% declarou-se favorável, e menor entre os muçulmanos, com apenas 14% de apoio. O nível de apoio registrado na Tailândia foi o segundo mais elevado entre os seis países do Sudeste Asiático que foram pesquisados, ficando atrás apenas do Vietnã, que registrou apoio de 65% da população, mas à frente do Camboja com 57% de apoio, de Singapura, 45%, Malásia, 17%, e da Indonésia, 5%. Uma pesquisa governamental realizada entre 31 de outubro e 14 de novembro de 2023 apontou que 96,6% da população tailandesa apoiava o projeto de lei sobre o casamento entre pessoas do mesmo sexo. A oposição concentrou-se, principalmente, na minoria muçulmana da Tailândia.